# 克莱芒·勒费尔
克莱芒·勒费尔（法語：Clément Lefert，1987年9月26日—），法國游泳運動員。他代表法國在2012年倫敦奧運會上奪得4乘100米自由泳的金牌和4乘200米自由泳的銀牌。